# Nicole Reinhardt
Nicole Reinhardt (Lampertheim, Hesse, 2 de janeiro de 1986) é uma velocista alemã na modalidade de canoagem.

## Carreira
Foi vencedora da medalha de Ouro em K-4 500 m em Pequim 2008, junto com as colegas de equipa Fanny Fischer, Katrin Wagner-Augustin e Conny Waßmuth.
Posou mais tarde na capa da revista Playboy com a medalha que tinha ganho.